# Annales médico-psychologiques
Pour les articles homonymes, voir Annales (homonymie).
Annales médico-psychologiques est une revue scientifique francophone, paraissant dix fois par an et consacrée à la psychiatrie et à la psychopathologie. 
Elle est publiée depuis 1843.

## Histoire
La revue des Annales médico-psychologiques a été fondée par Jules Baillarger, François Achille Longet, Jacques Joseph Moreau et Laurent Cerise. C’est la plus ancienne revue de psychiatrie toujours publiée. Le terme de « psychiatrie » n’étant pas encore usité, l’appellation de « médico-pychologique » réfère au Traité médico-philosophique de Philippe Pinel.
Les Annales médico-psychologiques sont devenues, en 1852, le bulletin officiel de la Société médico-psychologique, créée quelques années plus tard seulement, à cause des événements de la révolution de 1848. La Société Médico psychologique a célébré ses 170 ans en mai 2022, lors d'une séance exceptionnelle à l'Académie nationale de médecine[source insuffisante].
Des mémoires originaux ainsi que les comptes rendus des communications présentées devant la Société médico-psychologique y sont publiés.
La revue figure sur la liste AERES de psychologie ainsi que sur les bases de données PsyInf, ERIH et JCR.
Elle est actuellement éditée par Elsevier.